# Hirtshals Posthus
Hirtshals Posthus eller Hirtshals Distributionscenter var indtil 2013 et postdistributionscenter på Banegårdspladsen i Hirtshals. Tidligere var det også et posthus. Alt postomdeling i 9850 Hirtshals foregår tidligere med udgangspunkt fra Hirtshals Posthus, men foregår nu fra Hjørring Posthus.
I 2006 lukkede postekspeditionen i posthuset, og personalet blev virksomhedsoverdraget til en nyindrettet postbutik i Boghandler Kurt Jakobsen i Hirtshals. Det skyldtes flere års fald i posthusets omsætning.
Den 23. oktober 2007 flyttede postbutikken til Slagter Winther A/S på Hjørringgade. Det skete på baggrund af at Boghandler Kurt Jakobsen opsagde samarbejdet med Post Danmark.

## Historie
- 1. december 2007 lukkede Horne Posthus.[3]